# Strijd der planeten
Strijd der planeten (科学忍者隊ガッチャマン, Kagaku Ninjatai Gatchaman) is een Japanse animereeks. De Nederlandstalige nasynchronisatie is gebaseerd op de eerste Amerikaanse nasynchronisatie door Sandy Frank Entertainment genaamd Battle of the Planets. De reeks begon in Nederland op 7 juni 1980 en eindigde op 23 september 1981.

## Rolverdeling
| Personage                          | Japans                                        | Engels (Sandy Frank Entertainment)                                                          | Nederlands                                                                  |
| ---------------------------------- | --------------------------------------------- | ------------------------------------------------------------------------------------------- | --------------------------------------------------------------------------- |
| Mark (Ken Washio)                  | Katsuji Mori                                  | Casey Kasem                                                                                 | Arno Guldemond                                                              |
| Jason (Joe Asakura)                | Isao Sasaki                                   | Ronnie Schell (alle andere afleveringen) Onbekend (in Attack of The Space Terrapin)         | Jaap Stobbe                                                                 |
| Prinses (Jun)                      | Kazuko Sugiyama                               | Janet Waldo                                                                                 | Jody Pijper                                                                 |
| Kiap (Jimpei)                      | Yoku Shioya                                   | Alan Young                                                                                  | Joop Doderer                                                                |
| Taini (Ryū Nakanishi)              | Shingo Kanemoto                               | Alan Dinehart Jr (alle andere afleveringen) Ronnie Schell (in Attack of The Space Terrapin) | IJf Blokker(alle andere afleveringen) Henk van Ulsen(in Het ruimte-monster) |
| Comp-7                             | Personage bestaat niet in de originele versie | Alan Young                                                                                  | Henk van Ulsen                                                              |
| Chef Anderson (Dr. Kozaburo Nambu) | Toru Ohira                                    | Alan Dinehart Jr                                                                            | Cor Witschge                                                                |
| Grote Meester (Sosai X)            | Nobuo Tanaka                                  | Keye Luke                                                                                   | Fred Weydeveld                                                              |
| Zoltar (Berg Katse)                | Mikio Terashima                               | Keye Luke                                                                                   | Cor Witschge(alle andere afleveringen) IJf Blokker(in Het ruimte-monster)   |

Overige stemmen in de Amerikaanse versie Battle of the Planets werden gedaan door William Woodson, Alan Oppenheimer, David Joliffe, Wendy Young en Takayo Fischer.

In de Nederlandstalige nasynchronisatie zijn de overige stemmen gedaan door Cas Brugman en Cees Brandsma.